# Josh Tyrangiel
Josh Tyrangiel es un periodista, conocido mejor como el redactor de TIME.com y el redactor de manejo auxiliar en el TIME. Él es también crítico de la música, y ha sido el crítico del TIME desde 2001. Él escribe para otras publicaciones también.
Tyrangiel recibió su maestría en estudios americanos Universidad de Yale. Antes de trabajar en TIME, trabajó en las revista Vibe y Rolling Stone y produjo las noticias en MTV. Llegó a trabajar a TIME en 1999 como un escritor del personal y crítico de la música.
En círculos periodísticos, Tyrangiel se postula para ser el sucesor de Richard Stengel, el redactor actual de TIME.
Tyrangiel ha servido en el panel de los jueces para el Shortlist Music Prize.

## Las entrevistas notables
Tyrangiel ha conducido un número de entrevistas con celebridades y dignatarios::
- Bono*
- Kanye West*
- Dixie Chicks*
- Bruce Springsteen*
- Senador John Kerry
- Speaker of the House Dennis Hastert
- Justicia Stephen Breyer Del Tribunal Supremo Estadounidense
- Yao Ming
- Sean Penn
- Nicole Kidman
- George Clooney

Nota: Un asterisco (*) indica un artículo de la cubierta.

## Vida personal
Tyrangiel es judío.